# 布莱希特 (消歧义)
布莱希特 或者 布雷希特（Brecht）可以指：

## 人物
- 贝托尔特·布莱希特（德語：Eugen Bertholt Friedrich Brecht，1898年2月10日－1956年8月14日），德国剧作家、诗人。
- 于尔根·布雷希特（德語：Jürgen Brecht，1940年3月1日－），德国男子击剑运动员。
- 乌多·布雷希特（德語：Udo Brecht，1943年4月30日－），德国男子赛艇运动员。

|  | 本页或本分段罗列了姓氏为「布莱希特 (消歧义)」的人物。 如果是一个指代特定个人的内链将您引导到本页，請考慮修正該人物的名字以將链接指向正確的條目。 |